# Tyler Perry’s Young Dylan
Tyler Perry’s Young Dylan ist eine US-amerikanische Comedy-Fernsehserie des Fernsehsenders Nickelodeon. Hauptdarsteller sind Dylan Gilmer, Celina Smith, Hero Hunter, Jet Miller, Mieko Hillman, Aloma Lesley Wright und Carl Anthony Payne II.

## Handlung
Der junge 10-jährige Dylan ist ein aufstrebender Hip-Hop-Künstler. Als seine Mutter eines Tages nicht nach Hause kommt, bringt ihn seine Großmutter Viola zu seinem wohlhabenden Onkel Myles Wilson und seiner Tante Yasmine, um nahestehende Bezugspersonen in seinem Leben zu haben. Dylans übliche Lebensweise kollidiert mit den Gewohnheiten, die in der Familie seines Onkels Myles und dessen Kindern herrschen.

## Figuren
Young Dylan ist ein aufstrebender Hip-Hop Künstler.
Rebecca ist die ältere Cousine von Young Dylan, die ältere Schwester von Charlie, die Tochter von Yasmine und Myles und die Enkelin von Viola.
Charlie ist der Cousin von Young Dylan, der früher einen imaginären Freund hatte.
Bethany ist die beste Freundin von Rebecca, in die Young Dylan verliebt ist.
Yasmine ist die Tante von Young Dylan, die Mutter von Charlie und Rebecca, die Frau von Myles und die Schwiegertochter von Viola.
Viola ist die Großmutter von Young Dylan, Charlie und Rebecca, die Mutter von Myles und die Schwiegertochter von Viola.
Myles Wilson ist der Onkel von Young Dylan, der Vater von Rebecca und Charlie, der Ehemann von Yasmine und der Sohn von Viola.

## Synchronisation
Tyler Perry’s Young Dylan wird von der EuroSync in Berlin synchronisiert. Die Dialogregie liegt bei Petra Barthel, und das Dialogbuch stammt von Lasse Dreyer.
| Figur        | Darsteller            | Deutscher Sprecher      |
| ------------ | --------------------- | ----------------------- |
| Young Dylan  | Dylan Gilmer          | Marcelo Renne           |
| Young Dylan  | Dylan Gilmer          | Francisco Palma Galisch |
| Rebecca      | Celina Smith          | Theresa Zertani         |
| Bethany      | Jet Miller            | Valentina Bonalana      |
| Yasmine      | Mieko Hillman         | Katrin Zimmermann       |
| Viola        | Aloma Wright          | Regina Lemnitz          |
| Myles Wilson | Carl Anthony Payne II | Stefan Kaminsky         |

## Episodenliste
Die Episoden sind nach Ausstrahlungsreihenfolge in den USA sortiert, da es bei der Produktionsreihenfolge oftmals zu Anschlussfehlern kommt.

### Staffel 1
| Nr. (ges.) | Nr. (St.) | Deutscher Titel          | Originaltitel      | Erstausstrahlung USA | Deutschsprachige Erstausstrahlung (D) | Prod. Code |
| ---------- | --------- | ------------------------ | ------------------ | -------------------- | ------------------------------------- | ---------- |
| 1          | 1         | Der imaginäre Freund     | Imaginary Friends  | 29. Feb. 2020        | 3. Okt. 2020                          | 101        |
| 2          | 2         | DJ Khaled entdeckt Dylan | Street Smart       | 7. März 2020         | 4. Okt. 2020                          | 103        |
| 3          | 3         | Familien-Spaß-Tag        | Chasing That Dream | 14. März 2020        | 10. Okt. 2020                         | 104        |
| 4          | 4         | Dylan wird eingeschult   | Plain Faces        | 21. März 2020        | 11. Okt. 2020                         | 105        |
| 5          | 5         | Der Aufstand             | The Enforcer       | 28. März 2020        | 24. Okt. 2020                         | 106        |
| 6          | 6         | Die Rede                 | Speechless         | 13. Juni 2020        | 25. Okt. 2020                         | 102        |
| 7          | 7         | Blumen für Bethany       | Flowers            | 20. Juni 2020        | 1. Nov. 2020                          | 107        |
| 8          | 8         | Lügen ist anstrengend    | In To Deep         | 27. Juni 2020        | 6. Apr. 2021                          | 108        |
| 9          | 9         | Dylan's Tagebuch         | Mother May I       | 11. Juli 2020        | 08. April 2021                        | 109        |
| 10         | 10        | Ein lehrreicher Moment   | Teachable Moments  | 18. Juli 2020        | 13. April 2021                        | 110        |
| 11         | 11        | Eine Stunde Rap          | Natural Beauty     | 25. Juli 2020        | 15. Apr. 2021                         | 111        |
| 12         | 12        | Das Paket                | Special Delivery   | 19. Sep. 2020        | 20. Apr. 2021                         | 112        |
| 13         | 13        | Rhythmus im Blut         | The Rap Game       | 26. Sep. 2020        | 22. Apr. 2021                         | 113        |
| 14         | 14        | Dylan's Traum            | The Gift           | 3. Okt. 2020         | 23. Aug. 2021                         | 114        |

### Staffel 2
| Nr. (ges.) | Nr. (St.) | Deutscher Titel                  | Originaltitel                     | Erstausstrahlung USA | Deutschsprachige Erstausstrahlung (D) | Prod. Code |
| ---------- | --------- | -------------------------------- | --------------------------------- | -------------------- | ------------------------------------- | ---------- |
| 15         | 1         | Nahrung für die Seele            | Food For The Soul                 | 12. Juni 2021        | 24. Aug. 2021                         | 201        |
| 16         | 2         | Charlie ist verknallt            | My Fair Charlie                   | 19. Juni 2021        | 25. Aug. 2021                         | 202        |
| 17         | 3         | Die Geschichte der zwei Rapper   | A Tale Of Two Rappers             | 26. Juni 2021        | 26. Aug. 2021                         | 203        |
| 18         | 4         | Dylan Einstein                   | Einsteins                         | 3. Juli 2021         | 27. Aug. 2021                         | 204        |
| 19         | 5         | Wer hat's getan?                 | Who Done Done It?                 | 10. Juli 2021        | 30. Aug. 2021                         | 205        |
| 20         | 6         | Die Hymne                        | Partners In Rhyme                 | 17. Juli 2021        | 6. Feb. 2022                          | 209        |
| 21         | 7         | Alle bleiben wach                | Coppin' Magnitudes                | 7. Aug. 2021         | 31. Aug. 2021                         | 206        |
| 22         | 8         | Der Meisterschafts-Gürtel        | Oceans 11am                       | 14. Aug. 2021        | 1. Sep. 2021                          | 207        |
| 23         | 9         | Der wütende Koch                 | Cruisin' for a Bruisin            | 21. Aug. 2021        | 2. Sep. 2021                          | 208        |
| 24         | 10        | Die Eichhörnchen-Pfadfinder      | Squirrel Scouts and Seaweed Masks | 23. Sep. 2021        | 6. Feb. 2022                          | 210        |
| 25         | 11        | Mädchen haben auch Füße          | Charlie the Bad Boy               | 30. Sep. 2021        | 6. Feb. 2022                          | 211        |
| 26         | 12        | Rebecca und Dylan gegen Alcatraz | Dylan and Rebecca vs. Alcatraz    | 7. Okt. 2021         | 6. Feb. 2022                          | 212        |
| 27         | 13        | Lektionen fürs Leben             | So Many Lessons                   | 14. Okt. 2021        | 6. Feb. 2022                          | 213        |
| 28         | 14        | –                                | Haunted Halls                     | 21. Okt. 2021        | –                                     | 214        |
| 29         | 15        | Dylan gegen Mystery X            | Dylan vs. Mystery X               | 28. Okt. 2021        | 13. Feb. 2022                         | 215        |
| 30         | 16        | Etagenbett-Stress                | Bunk Hate                         | 4. Nov. 2021         | 13. Feb. 2022                         | 216        |
| 31         | 17        | Wer petzt der ätzt               | Snitches Get Stitches             | 18. Nov. 2021        | 13. Feb. 2022                         | 217        |
| 32         | 18        | Die Crush-Karte                  | Taking Credits                    | 25. Nov. 2021        | 13. Feb. 2022                         | 218        |
| 33         | 19        | –                                | Waiting for Santa                 | 2. Dez. 2021         | –                                     | 220        |
| 34         | 20        | Nur nicht aufgeben               | Rap Dreams Do Come True           | 9. Dez. 2021         | 13. Feb. 2022                         | 219        |

### Staffel 3
| Nr. (ges.) | Nr. (St.) | Deutscher Titel                | Originaltitel                    | Erstausstrahlung USA | Deutschsprachige Erstausstrahlung (D) | Prod. Code |
| ---------- | --------- | ------------------------------ | -------------------------------- | -------------------- | ------------------------------------- | ---------- |
| 35         | 1         | Freitag der 19. Juni           | Friday the Juneteenth            | 19. Juni 2022        | 13. Juni 2023                         | 309        |
| 36         | 2         | Wie jagt man einen Betrüger?   | How to Catch a Summer            | 21. Juli 2022        | 13. Juni 2023                         | 303        |
| 37         | 3         | Der Hip Hop-König              | Dylan Blows Up                   | 28. Juli 2022        | 13. Juni 2023                         | 309        |
| 38         | 4         | Dylan und Charlie machen krank | Dylan & Charlie's Day Off        | 4. Aug. 2022         | 13. Juni 2023                         | 301        |
| 39         | 5         | Zu früh gefreut                | The Gift Grift                   | 15. Sep. 2022        | 13. Juni 2023                         | 304        |
| 40         | 6         | Eine Hand wäscht die andere    | Power Trippin                    | 22. Sep. 2022        | 13. Juni 2023                         | 305        |
| 41         | 7         | Der Schrank der Legenden       | Fame, Blame & Video Games        | 29. Sep. 2022        | 13. Juni 2023                         | 306        |
| 42         | 8         | Samstagsschule                 | Saturday School                  | 13. Okt. 2022        | 13. Juni 2023                         | 307        |
| 43         | 9         | Die große Schatzsuche          | On the Hunt for Fun              | 20. Okt. 2022        | 13. Juni 2023                         | 308        |
| 44         | 10        | Gesundheitsvorsorge            | The Chi Ones                     | 27. Okt. 2022        | 13. Juni 2023                         | 310        |
| 45         | 11        | Zurück in die 20er             | Renaissance Man                  | 16. Feb. 2023        | 4. Aug. 2023                          | 319        |
| 46         | 12        | Ein bisschen Drama             | Reality Bites                    | 23. Feb. 2023        | 4. Aug. 2023                          | 311        |
| 47         | 13        | Der Schulball                  | A Corsage with Your Ssabotage    | 2. März 2023         | 4. Aug. 2023                          |            |
| 48         | 14        | Der Hochzeitstag               | Curse this Verse                 | 9. März 2023         | 4. Aug. 2023                          | 313        |
| 49         | 15        | Hilfreiche Hannah              | Principal Party Pooper           | 16. März 2023        | 4. Aug. 2023                          | 314        |
| 50         | 16        | Der Fluch des Tagebuchs        | Burning After Reading            | 23. März 2023        | 4. Aug. 2023                          | 315        |
| 51         | 17        | Lügengeschichten               | Who's the Boss                   | 30. März 2023        | 4. Aug. 2023                          | 316        |
| 52         | 18        | Die Geburtstagsüberraschung    | The GOAT                         | 6. Apr. 2023         | 4. Aug. 2023                          | 317        |
| 53         | 19        | Mach den Käfer-Slide           | Between a Roach and a Hard Place | 13. Apr. 2023        | 4. Aug. 2023                          | 320        |

### Staffel 4
Staffel 4 von Tyler Perry’s Young Dylan wurde nur auf dem österreichischen und Schweizer Ableger von Nickelodeon gezeigt.
| Nr. (ges.) | Nr. (St.) | Deutscher Titel             | Originaltitel                 | Erstausstrahlung USA | Deutschsprachige Erstausstrahlung (AT) | Prod. Code |
| ---------- | --------- | --------------------------- | ----------------------------- | -------------------- | -------------------------------------- | ---------- |
| 54         | 1         | Fauler Zauber               | Build It And They Will Flow   | 6. Sep. 2023         | 15. Jan. 2024                          | 401        |
| 55         | 2         | Der doppelte Dylan          | Dylan's Villain               | 13. Sep. 2023        | 3. Aug. 2023                           | 318        |
| 56         | 3         | Der Überlebenskünstler      | No Camping, No Problem        | 16. Jan. 2024        | 20. Sep. 2023                          | 403        |
| 57         | 4         | Wilson gegen Wilson         | Wilson vs. Wilson             | 27. Sep. 2023        | 17. Jan. 2024                          | 404        |
| 58         | 5         | Wunder der Technik          | Artificial Intelligence       | 4. Okt. 2023         | 18. Jan. 2024                          | 405        |
| 59         | 6         | Der Spielverderber          | So Fresh, So Clean            | 11. Okt. 2023        | 19. Jan. 2024                          | 406        |
| 60         | 7         | Die mit dem Sohn tanzt      | Dancing with the Sons         | 18. Okt. 2023        | 22. Jan. 2024                          | 407        |
| 61         | 8         | –                           | The Wilson Family             | 25. Okt. 2023        | –                                      | 415        |
| 62         | 9         | Ziemlich beste Feinde       | Best Friends For-Never        | 1. Nov. 2023         | 23. Apr. 2024                          | 408        |
| 63         | 10        | Das Familienfoto            | Picture Perfect               | 8. Nov. 2023         | 24. Apr. 2024                          | 409        |
| 64         | 11        | Deliver Us From Viola       | Deliver Us From Viola         | 15. Nov. 2023        | 1. Apr. 2024                           | 410        |
| 65         | 12        | Die Chili-Challenge         | Hot Takes                     | 22. Nov. 2023        | 3. Apr. 2024                           | 412        |
| 66         | 13        | Schönheit ist nicht alles   | Model Behavior                | 29. Nov. 2023        | 2. Apr. 2024                           | 411        |
| 67         | 14        | Echte Männer                | Boyz to Men                   | 6. Dez. 2023         | 4. Apr. 2024                           | 413        |
| 68         | 15        | What's Poppin'              | What's Poppin'                | 13. Dez. 2023        | 5. Apr. 2024                           | 414        |
| 69         | 16        | Weihnachten im Lieferwagen  | A Very Delivery Van Christmas | 20. Dez. 2023        | 8. Apr. 2024                           | 402        |
| 70         | 17        | Sleepover Showdown          | Sleepover Showdown            | 27. Dez. 2023        | 9. Apr. 2024                           | 416        |
| 71         | 18        | Mo Viral, Mo Problems       | Mo Viral, Mo Problems         | 3. Jan. 2024         | 10. Apr. 2024                          | 417        |
| 72         | 19        | Rhyme It and They Will Come | Rhyme It and They Will Come   | 10. Jan. 2024        | –                                      | 418        |

### Staffel 5
| Nr. (ges.) | Nr. (St.) | Deutscher Titel | Originaltitel              | Erstausstrahlung USA | Deutschsprachige Erstausstrahlung (D) | Prod. Code |
| ---------- | --------- | --------------- | -------------------------- | -------------------- | ------------------------------------- | ---------- |
| 73         | 1         | –               | The Wrap Battle            | 18. Dez. 2024        | –                                     | 501        |
| 74         | 2         | –               | Red Tails                  | 26. Feb. 2025        | –                                     | 513        |
| 75         | 3         | –               | Sharing Is Caring          | 5. März 2025         | –                                     | 502        |
| 76         | 4         | –               | Yours, Mine, and Also Mine | 12. März 2025        | –                                     | 503        |
| 77         | 5         | –               | Really Young Nova          | 19. März 2025        | –                                     | 504        |
| 78         | 6         | –               | Trippin'                   | 26. März 2025        | –                                     | 506        |
| 79         | 7         | –               | The New Kid                | 2. Apr. 2025         | –                                     |            |
| 80         | 8         | –               | Star-Crossed Lockers       | 9. Apr. 2025         | –                                     | 508        |
| 81         | 9         | –               | Keep It on the DL          | 16. Apr. 2025        | –                                     | 509        |
| 82         | 10        | –               | Betting on Booder          | 23. Apr. 2025        | –                                     | 505        |
| 83         | 11        | –               | Crush Groove               | 23. Apr. 2025        | –                                     | 512        |
| 84         | 12        | –               | Dream Team                 | 30. Apr. 2025        | –                                     | 510        |
| 85         | 13        | –               | Funcle                     | 30. Apr. 2025        | –                                     | 511        |

## Produktion
Die Serie wurde erstmals am 2. Oktober 2019 in der The Ellen DeGeneres Show von Young Dylan mit dem Arbeitstitel Young Dylan angekündigt. Die Serie feierte ein Jahr später am 29. Februar 2020 auf Nickelodeon Premiere.
In Deutschland feierte die Serie am 3. Oktober 2020 ihre Premiere.
Am 18. März 2021 erweiterte Nickelodeon die Serie um eine zweite Staffel mit 20 Episoden, die am 12. Juni 2021 Premiere feierte.
Nickelodeon bestellte eine dritte Staffel mit weiteren 20 Episoden am 11. November 2021. In Deutschland sollte die dritte Staffel ursprünglich am 2. März 2023 stattfinden, zu dieser Premiere kam es aber nicht und man veröffentlichte die ganze Staffel ab dem 13. Juni 2023 auf Paramount+. Auf dem österreichischen und schweizer Ableger von Nickelodeon wurden die Folgen auch im Fernsehen gezeigt.
Am 13. Mai 2023 wurde die Serie eine vierte Staffel bestellt. Im deutschsprachigen Bereich wurde die Staffel bisher auf dem österreichischen und schweizer Ableger gezeigt.
Eine fünfte Staffel bestellte der Sender am 3. Juli 2024. Am 5. Mai 2025 wurde bekanntgegeben, dass die Serie nach fünf Staffeln abgesetzt wurde.